# Aeroviaggi
 (mai 2016).
Aeroviaggi est une entreprise italienne, créée en 1973 par le palermitain Antonio Mangia, qui commercialise principalement des séjours dans des villages de vacances en Sicile et en Sardaigne.
Huit structures hôtelières sont gérées en Sicile et quatre en Sardaigne, dont neuf sont la propriété du groupe.
Avec près de 7 800 lits, Aeroviaggi est le premier opérateur hôtelier en Italie par sa capacité d'accueil.
Orientée vers un public italien et français, l'entreprise est positionnée comme réceptif spécialiste de la Sicile et de la Sardaigne pour la France,.
Aeroviaggi a également des accords avec l'État italien dans le cadre de la mise à disposition de ses établissements délivrant des soins thermaux (complexe Sciaccamare à proximité de Sciacca).
En 2014, ses 65 millions d'euros de chiffre d'affaires et 3 millions de bénéfice net en font une des premières entreprises siciliennes.